# فرایند مونسانتو
فرایند مونسانتو (انگلیسی: Monsanto process) فرایندی شیمیایی در تهیه استیک اسید است که نخستین بار توسط شرکت آلمانی BASF در سال ۱۹۶۰ ابداع و بعدها توسط شرکت آمریکایی مونسانتو بهبود داده شد. این فرایند در فشار ۳۰ الی ۶۰ اتمسفر و دمای ۱۵۰–۲۰۰ سلسیوس انجام شده و راندمان بالای ۹۹ درصد دارد.